# Chilakaluripet (mandal)
Chilakaluripet (tên chính thức Chilakaluripet H/O Purushothapatnam) là một mandal thuộc huyện Guntur, bang Andhra Pradesh, Ấn Độ. It is under the administration of Narasaraopet revenue division and the headquarters are located at Chilakaluripet city. The mandal is bounded by Nadendla, Edlapadu, Pedanandipadu and Narasaraopet mandals.